# نهر القلائين
نهر القلائين  أو القلآيين، وربما تجده محرفا إلى نهر القلابين وهذا ليس صواب، والصواب نهر القلائين:
جمع قلاء، للذي يقلي السمك وغيره، وهو أحد أنهار بغداد القديمة، والذي يأخذ ماؤه من نهر كرخايا. وعليه محلة كبيرة في شرقي الكرخ، وكان مكانه قبل عمارة بغداد قرية يقال لها ورثال، وفي غربيه الشونيزية، وفي قبليه نهر طابق. وذكر الخطيب البغدادي:ان قطيعة أم جعفر بنهر القلآيين، وقد أقام العباسيون في أطراف مدينة بغداد سدين على نهر القلائين ونهر البزازين للسيطرة على مياههما، وتم تنفذيهما لسقاية بساتين العاصمة. وهناك الكثير من الحوادث قد تناولتها كتب التاريخ، وقعت في نهر القلائين، سواء الفتنة الطائفية التي حدثت سنة 441 ه‍، أو حادثة الحريق الذي نشب في الجانب الغربي في نهر طابق ونهر القلائين والقطيعة وباب البصرة واحترق ما لا يحصى. ومما يذكر ان الخليفة المنصور جر لأهل الكرخ أربعة أنهر يقال لأحدها نهر الدجاج، وللثاني نهر القلائين، وللثالث نهر طابق، وللثالث نهر البزازين. وفي نهر القلائين يوجد مسجد رويم بن يزيد .